# 726
| [ Edytuj tabelę ]          |                                                    |
| Król Asturii               | - 718 Pelayo 737                                   |
| Cesarz Bizancjum           | - 717 Leon III Izauryjczyk 741                     |
| Chan Bułgarii              | - 721 Kormisosz 738                                |
| Cesarz Chin                | - 712 Tang Xuanzong 756                            |
| Król Essexu                | - 709 Saelred 746                                  |
| Król Franków               | - 720 Teuderyk IV 737                              |
| Cesarz Japonii             | - 724 Shōmu 749                                    |
| Kalif                      | - 724 Hiszam 743                                   |
| Patriarcha Konstantynopola | - 715 German I 730                                 |
| Król Longobardów           | - 712 Liutprand 744                                |
| Król Mercji                | - 716 Aethelbald 757                               |
| Król Nortumbrii            | - 718 Osric 729                                    |
| Papież                     | - 715 Grzegorz II 731                              |
| Doża Wenecji               | - 717 Marcello Tegalliano 726 - 726 Orso Ipato 742 |
| Król Wessexu               | - 688 Ine 726 - 726 Ethelheard 740                 |

Rok 726 / DCCXXVI
stulecia: VII wiek ~
VIII wiek ~
IX wiek

lata: 716 «
721 «
722 «
723 «
724 «
725 «
726
» 727
» 728
» 729
» 730
» 731
» 736

## Wydarzenia
- Cesarz Leon III Izauryjczyk nakazał zdjęcie złotej ikony Chrystusa znad Spiżowych Wrót prowadzących do Wielkiego Pałacu, początek ruchu ikonoklastów w Bizancjum.
- Powstanie Republiki Weneckiej

## Urodzili się
- Grifo, najmłodszy syn Karola Młota